# Robert D. Orr
Robert Dunkerson Orr, född 17 november 1917 i Ann Arbor i Michigan, död 10 mars 2004 i Indianapolis i Indiana, var en amerikansk republikansk politiker, diplomat och affärsman. Han var Indianas viceguvernör 1973–1981, guvernör 1981–1989 och USA:s ambassadör i Singapore 1989–1992.
Orr utexaminerades 1940 från Yale University och studerade vid Harvard Business School innan han tog värvning i USA:s armé. I andra världskriget tjänstgjorde han som major. År 1944 inledde han sin karriär som affärsman i familjeföretaget Orr Iron Co. och gifte sig sedan med Joanna "Josie" Wallace.
År 1972 vann republikanen Otis R. Bowen guvernörsvalet i Indiana och Orr valdes till viceguvernör. En av republikanernas viktigaste frågor efter valsegern var sänkningen av fastighetsskatten. Omröstningen gällande skattesänkningen slutade jämnt i Indianas senat och avgjordes till republikanernas fördel av viceguvernör Orrs utslagsgivande röst som han gav i egenskap av senatens talman.
Orr efterträdde 1981 Bowen som Indianas guvernör och efterträddes 1989 av Evan Bayh. Efter två mandatperioder som guvernör tjänstgjorde han fram till år 1992 som ambassadör i Singapore. År 2000 slutade hans äktenskap i skilsmässa. Den 20 januari 2001 gifte han om sig med Mary K. Davis. Orr avled 2004 och gravsattes på Crown Hill Cemetery i Indianapolis.